# Pauscrypte

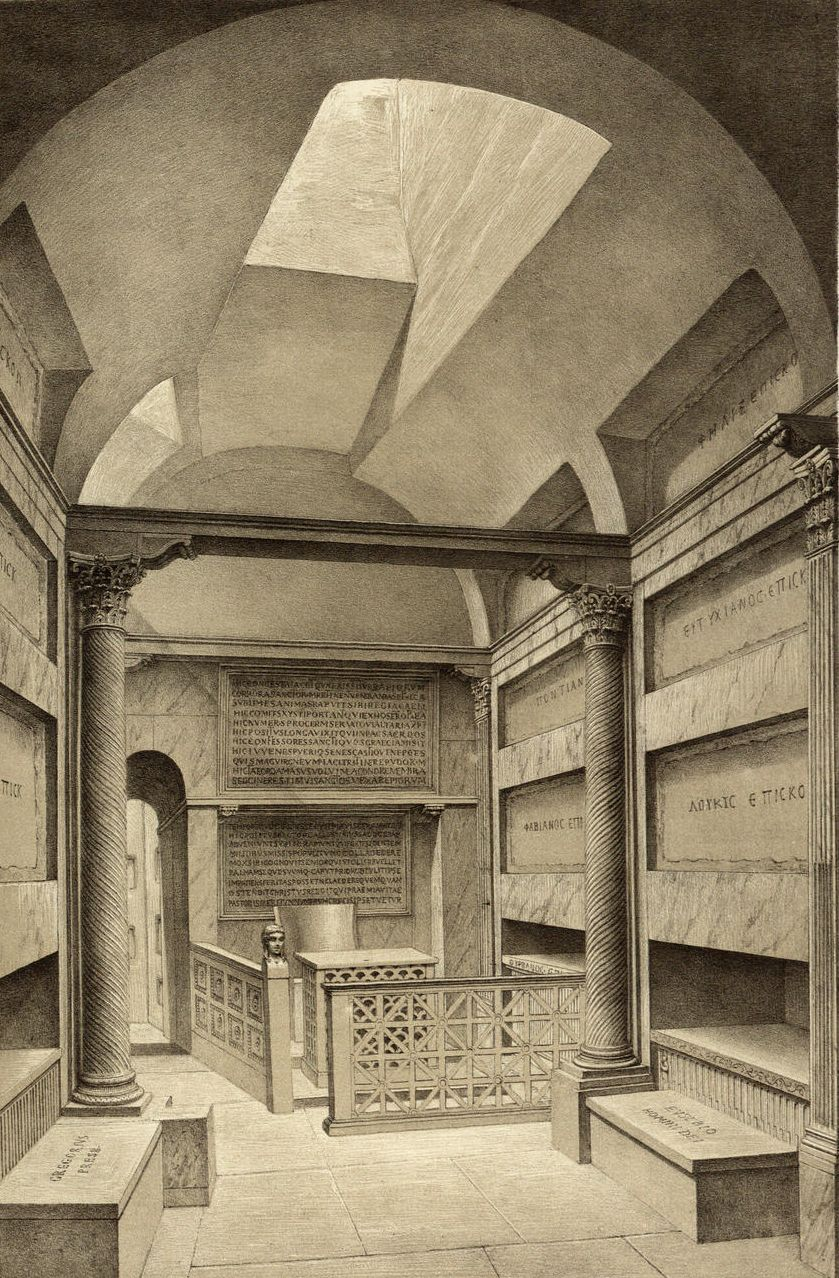
Reconstructietekening van Rossi uit 1867

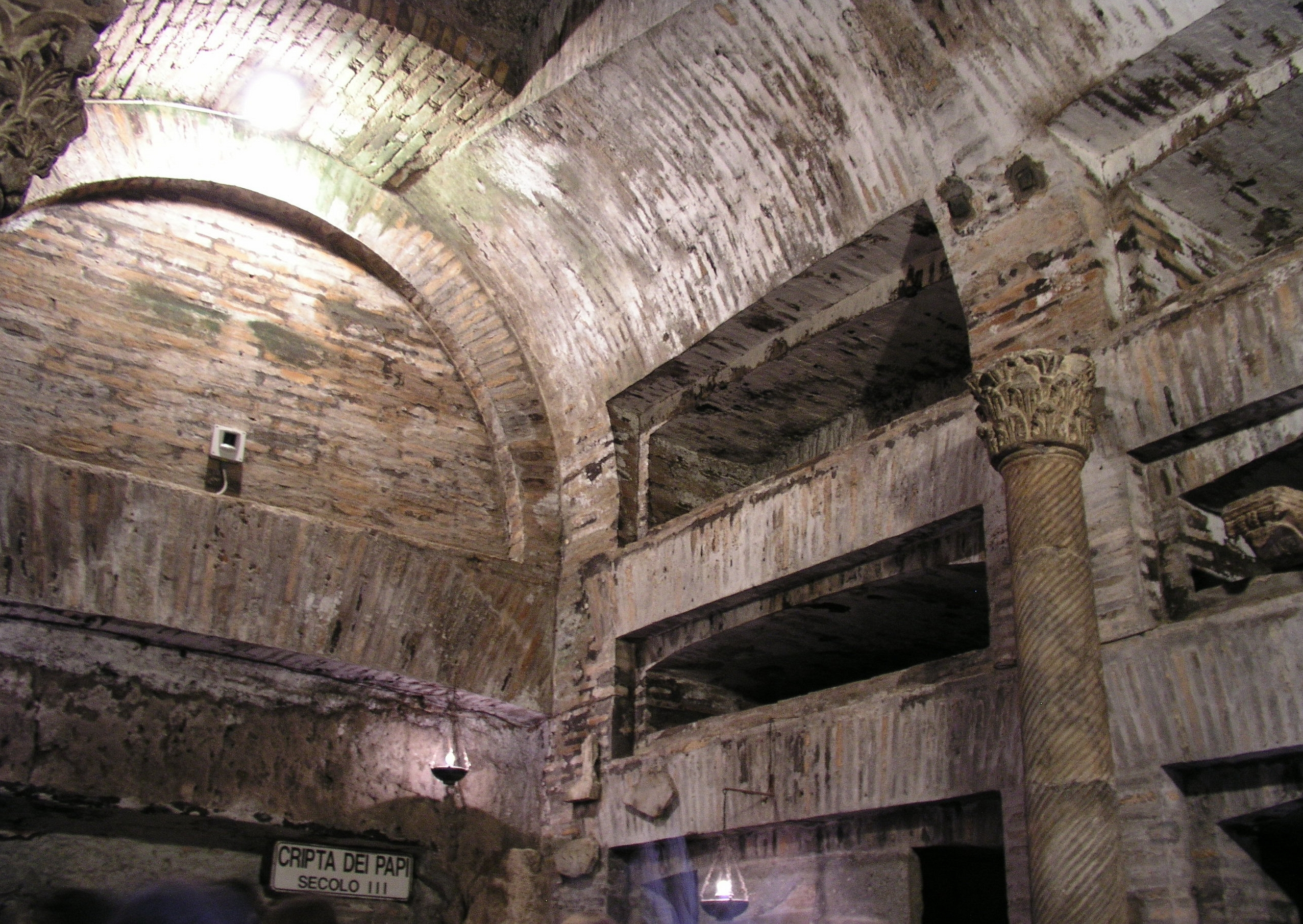
De Pauscrypte in 2007

De Pauscrypte (Italiaans: Cripta dei Papi) is een crypte in de Catacomben van Rome in Italië. De crypte is onderdeel van de Catacombe van Sint-Calixtus en ligt ten zuiden van het oude stadscentrum van Rome nabij de Via Appia.

## Geschiedenis
In de 2e eeuw na Christus ontstond de ruimte als ondergrondse privébegraafplaats. Nadat het gebied geschonken werd aan de kerk van Rome, werd de ruimte verbouwd tot crypte waar in de 3e eeuw negen pausen en acht bisschoppen begraven werden.
In de 4e eeuw werd de crypte door Paus Damasus I omgevormd en werd ze sindsdien gebruikt als plaats waar pelgrims kwamen ter verering van de daar begraven heiligen. Hij liet toen ook twee lucernariums in het plafond aanleggen (voor licht en frisse lucht), plaatste een altaar en plaatste twee zuilen.
In 1854 werd de crypte na eeuwen van vergetelheid ontdekt door de archeoloog Giovanni Battista de Rossi. Rossi noemde deze crypte het kleine Vaticaan, het centrale monument van alle christelijke necropolissen.

## Begraven in de crypte
In de crypte waren er negen pausen en acht bisschoppen begraven, allen martelaren die leefden in de derde eeuw na Christus. Deze negen pausen waren:
- Paus Pontianus (18e paus van 230 tot in 235)
- Paus Anterus (19e paus van 235 tot in 236, 43 dagen paus, alle in gevangenis)
- Paus Fabianus (20e paus van 236 tot in 250)
- Paus Lucius I (22e paus van 253 tot in 254)
- Paus Stefanus I (23e paus van 254 tot in 257)
- Paus Sixtus II (24e paus van 257 tot in 258)
- Paus Dionysius (25e paus van 259 tot in 268)
- Paus Felix I (26e paus van 269 tot in 274)
- Paus Eutychianus (27e paus van 275 tot in 283)

## Bouwwerk
De crypte met een rechthoekig plattegrond heeft twee lucernariums en ruimte voor 17 graven. In de zijwanden bevinden zich elk twee nissen (vier in totaal) waarin sarcofagen stonden. Boven ieder van deze nissen bevinden zich nog eens drie wandnissen (twaalf in totaal) die vroeger afgedekt waren met marmeren platen. In de achterwand stond een monumentale tombe. In de crypte bevinden zich nog vijf originele marmeren grafstenen die in stukken gebroken zijn en onvolledig zijn. In vier van deze platen zijn de namen van vier pausen in het Grieks gegraveerd. De vijfde plaat (in vele stukken gebroken) bevindt zich voor de tombe van Paus Sixtus II in de achterwand en bevat de inscriptie (met rechts een vertaling):
| HIC CONGESTA IACET QUAERIS SI TVRBA PIORVM CORPORA SANCTORVM RETINENT VENERANDA SEPVLCRA SVBLIMES ANIMAS RAPVIT SIBI REGIA CAELI HIC COMITES XYSTI PORTANT QUI EX HOSTE TROPAEA HIC NVMERVS PROCERVM SERVAT QVI ALTARIA XRI HIC POSITVS LONGA VIXIT QVI IN PACE SACERDOS HIC CONFESSORES SANCTI QVOS GRAECIA MISIT HIC IVVENES PVERIQ SENES CASTIQVE NEPOTES QVIS MAGE VIRGINEVM PLACVIT RETINERE PUDOREM HIC FATEOR DAMASVS VOLVI MEA CONDERE MEMBRA SED CINERES TIMVI SANCTOS VEXARE PIORVM | Hier ligt, als je het je afvraagt, een massa vrome lieden bijeen. De graven bevatten de eerbiedwaardige lichamen van heiligen. Het hemels koninkrijk heeft de zielen voor zich meegeroofd naar boven. Hier de metgezellen van Xystus, die de trofeeën behalen op de vijand. Hier een aantal hoogwaardigheidsbekleders, dat de altaren van Christus beschermt. Hier neergelegd de priester die geleefd heeft in de lange vrede. Hier de heilige belijders, die Griekenland heeft gestuurd. Hier jongemannen en kinderen, oude mannen en kuise kleinzonen die het belangrijk vonden hun maagdelijke eerbaarheid te behouden. Hier, zo beken ik, Damasus, wilde ik mijn ledematen laten rusten, maar ik vreesde de heilige resten van de vromen te verstoren. |

In het plafond bevinden zich twee lucernariums. Tegen het midden van de zijwanden is elk een spiralende zuil geplaatst.
Linksachter in de achterwand bevindt zich een smalle doorgang naar de Ceciliacrypte die er vlak achter ligt.